# Gerry Conlon
Gerard Patrick „Gerry” Conlon (ur. 1 marca 1954, zm. 21 czerwca 2014) – był Irlandczykiem znanym jako członek tzw. Czwórki z Guildford, który spędził 15 lat w więzieniu skazany niewinnie za udział w zamachu bombowym.

## Biografia
Gerard Conlon urodził się w Belfaście, dorastał w Falls Road. Swoje dzieciństwo określał jako szczęśliwe. Jego ojcem był Giuseppe Conlon, robotnik fabryczny, a matką Sarah Conlon, sprzątaczka szpitalna. W 1974 Conlon wyjechał do Anglii w poszukiwaniu pracy oraz aby uniknąć toczącego się na ulicach Belfastu konfliktu. Mieszkał z grupą dzikich lokatorów w Londynie, kiedy został aresztowany jako domniemany sprawca zamachów bombowych na puby w Guildford, które miały miejsce 5 października tego samego roku.

### Więzienie
Conlon wraz z Irlandczykami: Paulem Michaelem Hillem, Paddym Armstrongiem oraz Angielką Carole Richardson zostali skazani 22 października 1975 za podłożenie dwóch bomb i spowodowanie śmierci pięciu osób oraz zranienia kilkudziesięciu innych.  Cała czwórka została skazana na dożywocie.  Podczas procesu sędzia powiedział oskarżonym: „Gdyby powieszenie było nadal opcją, zostałbyś stracony”.
Conlon bronił swojej niewinności, twierdząc, że policja torturowała go w celu złożenia fałszywych zeznań. Grupa krewnych Conlona, znana jako Siódemka Maguire, została również skazana za współudział  w zamachu – wśród nich był jego ojciec, Giuseppe (przyjechał do Londynu z Belfastu, aby pomóc synowi w obronie prawnej), który zmarł w więzieniu w 1980.

### Rewizja wyroków
W dniu 19 października 1989 Czwórka z Guildford została uwolniona po orzeczeniu Sądu Apelacyjnego w Londynie, który orzekł, że policja sfabrykowała odręczne notatki z przesłuchania użyte jako dowody w wyroku skazującym. Kluczowe dowody na to, że Conlon nie mógł przeprowadzić zamachów bombowych, zostały zatrzymane przez policję przed pierwotnym procesem.  Policja zataiła, że zlokalizowała bezdomnego mężczyznę (Charlesa Burke'a), z którym Conlon zażywał narkotyki w londyńskim parku w chwili zamachu. W 1991 również  Siódemka Maguire została oczyszczona z zarzutów (w sądzie przedstawiono sfałszowane analizy pozostałości materiałów wybuchowych).

### Na wolności
Po opuszczeniu Sądu Apelacyjnego jako wolny człowiek Conlon stwierdził: „Byłem w więzieniu za coś, czego nie zrobiłem. Jestem całkowicie niewinny. Siódemka Maguire jest niewinna”. Conlon opisał swoje doświadczenia w książce Proved Innocent (1990). Na podstawie książki w 1993 powstał film biograficzny W imię ojca. W Conlona wcielił się Daniel Day-Lewis, nominowany za rolę do Oscara.
Po wyjściu z więzienia Conlon miał problemy z przystosowaniem się do życia, doznał dwóch załamań nerwowych, próbował popełnić samobójstwo oraz uzależnił się od alkoholu i narkotyków. Po leczeniu został działaczem walczącym z błędami wymiaru sprawiedliwości w Wielkiej Brytanii oraz na całym świecie. Zagrał epizodyczną rolę w filmie Face (1997). Zmarł na raka płuc w dniu 21 czerwca 2014 w rodzinnym Belfaście.